# Општина Брегово
Општина Брегово (буг. Община Брегово) је најсевернија општина Видинске области која се налази на северозападу Бугарске. Општински центар је град Брегово. Према подацима са пописа из 2021. године општина је имала 3.926 становника. Простире се на површини од 179,22 km².
Општина се на западу граничи са Србијом, на северу са Румунијом, на истоку са општином Ново Село, на истоку са општином Видин и на југозападу са општином Бојница.

## Насељена места
Општину чине десет насеља од којих једно има статус града, а осталих девет статус села:
- Балеј
- Брегово
- Врв
- Гамзово
- Делејна
- Калина
- Косово
- Куделин
- Ракитница
- Тијановци